# Alberto Ernesto II di Oettingen-Oettingen
Alberto Ernesto II di Oettingen-Oettingen (Oettingen, 8 agosto 1669 – Schrattenhofen, 30 marzo 1731) è stato un nobile tedesco, fu il II e ultimo principe di Oettingen-Oettingen (della prima creazione) dal 1684 fino alla sua morte.
Alla sua morte la contea "sovrana" passò al ramo cadetto Oettingen-Spielberg che ottenne il titolo principesco già nel 1734, anche se gran parte di essa andò all'altro ramo Oettingen-Wallerstein, principi anch'essi (ma solo a partire dal 1774).
Fu prozio materno dell'imperatrice Maria Teresa d'Austria.

## Biografia

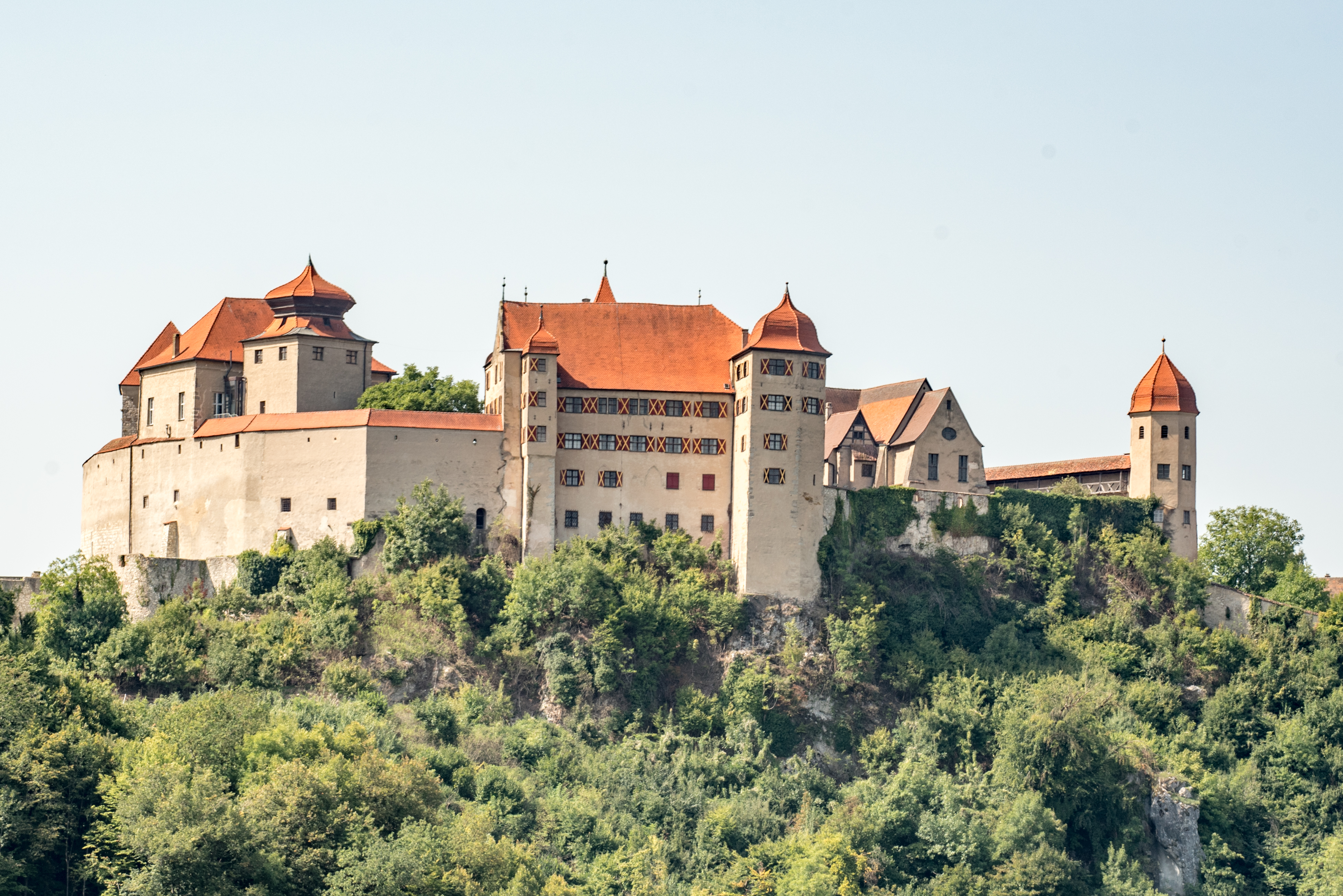
Il Castello di Harburg che Alberto Ernesto II fece restaurare e dov’è sepolto.

Nato a Oettingen, in Germania, nel 1669, Alberto Ernesto era figlio di Alberto Ernesto I di Oettingen-Oettingen, I principe di Oettingen-Oettingen, e di sua moglie, la principessa Cristina Federica di Württemberg. Tramite sua nonna paterna era imparentato col casato olandese degli Orange, oltre ad essere discendente diretto dei re di Danimarca.

Alla morte di suo padre nel 1684, venne chiamato a succedergli quale principe di Oettingen-Oettingen, carica che mantenne sino alla sua morte. La famiglia, pur da poco elevata al rango principesco, aveva però già contratto una serie di importanti unioni matrimoniali coi principali esponenti dell'aristocrazia imperiale in quanto comunque titolare da secoli di una Contea Sovrana. Nello specifico sua nipote Elisabetta Cristina di Brunswick-Wolfenbüttel, figlia di sua sorella Cristina Luisa di Oettingen-Oettingen, era dal 1711 divenuta imperatrice consorte del Sacro Romano Impero per aver sposato l'imperatore Carlo VI. Questo fatto segnò positivamente ed indelebilmente le sorti della casata che in breve tempo assurse ad un ruolo importante anche per la politica estera dell'impero.

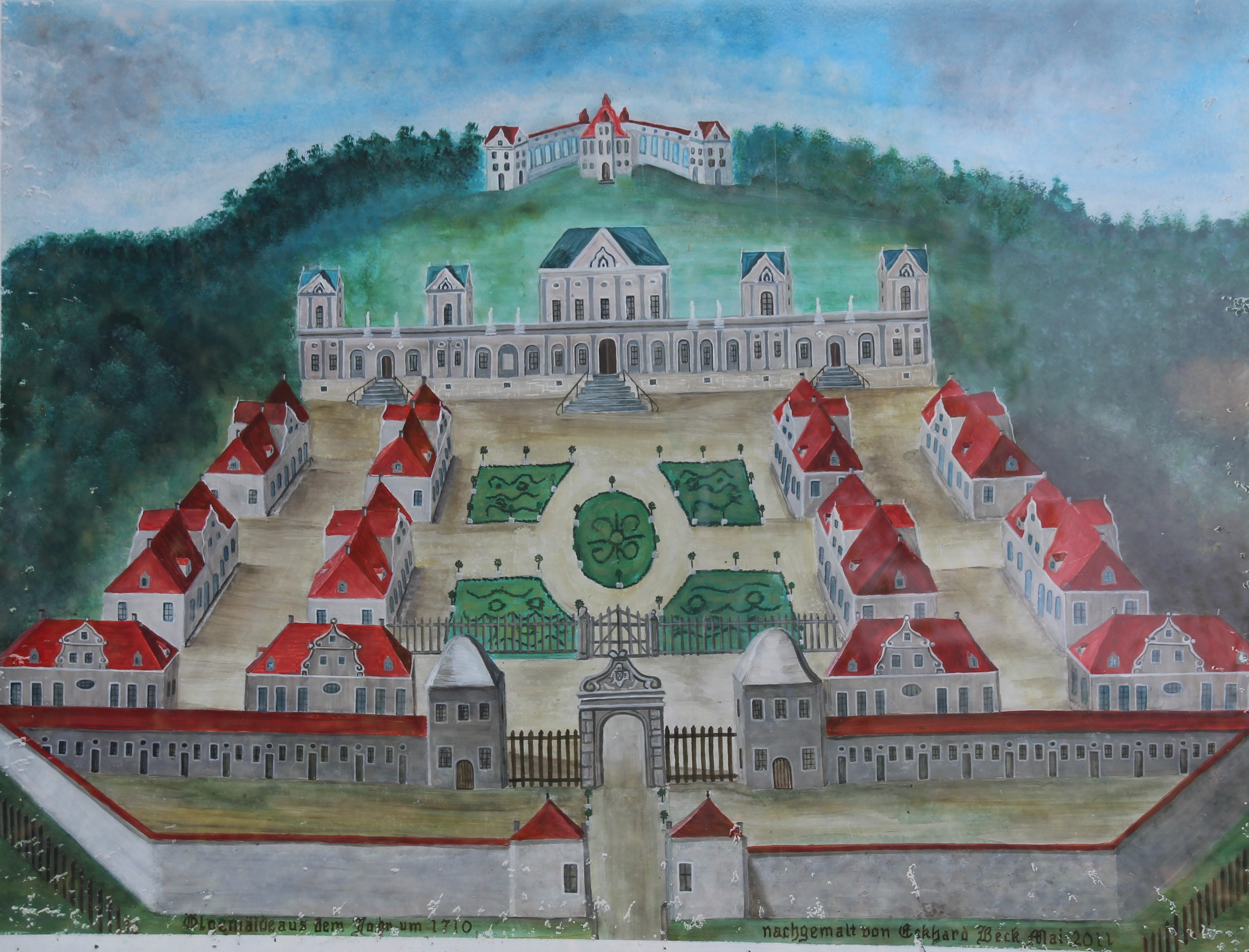
il castello di Schrattenhofen, costruito a partire dal 1689 e demolito fino al 1758

Mecenate delle arti e principe stravagante nel chiaro stile barocco, fece ristrutturare a sue spese il castello di Schrattenhofen (oggi Harburg (Svevia)) dove fece anche realizzare un famoso zoo per accogliere animali rari ed esotici.
Morì al castello di Schrattenhofen il 30 marzo 1731, a 61 anni, e venne sepolto nella cripta locale. Non avendo avuto eredi maschi sopravvissutigli, con la morte di Alberto Ernesto II si estinse il titolo principesco e la casata degli Oettingen-Oettingen, i cui territori andarono divisi tra gli altri rami della casata fiorenti, uno dei quali elevato al rango principesco nel 1734 e l'altro nel 1774 (entrambi tutt'oggi esistenti).

## Matrimonio e figli
Ernesto Alberto II sposò l'11 ottobre 1688 a Darmstadt la langravia Sofia Luisa d'Assia-Darmstadt (6 luglio 1670 - 2 giugno 1758), figlia del langravio Luigi VI d'Assia-Darmstadt (1630-1678) e della sua seconda moglie, la duchessa Elisabetta Dorotea di Sassonia-Gotha-Altenburg (1640-1709). La coppia ebbe i seguenti figli:
- Alberto Ernesto (nato e morto il 29 luglio 1689)
- Elisabetta Federica Sofia (14 marzo 1691 - 14 maggio 1758), sposò il 1 novembre 1713 a Oettingen il conte Carlo Luigi di Hohenlohe-Neuenstein-Gleichen (23 settembre 1674, Ohrdruf - 5 Maggio 1756, Weikersheim)

## Albero genealogico
|                                                                               |                                  |                                                        | Genitori                                                     |  |  | Nonni |  |  | Bisnonni                                                                 |  |  | Trisnonni                                                         |  |
|                                                                               |                                  |                                                        |                                                              |  |  |       |  |  | Luigi Eberardo di Oettingen-Oettingen, VIII conte di Oettingen-Oettingen |  |  | Goffredo di Oettingen-Oettingen, VII conte di Oettingen-Oettingen |  |
|                                                                               |                                  |                                                        |                                                              |  |  |       |  |  | Luigi Eberardo di Oettingen-Oettingen, VIII conte di Oettingen-Oettingen |  |  | Goffredo di Oettingen-Oettingen, VII conte di Oettingen-Oettingen |  |
|                                                                               |                                  | Giovanna di Hohenlohe-Waldenburg-Langenburg            |                                                              |  |  |       |  |  | Luigi Eberardo di Oettingen-Oettingen, VIII conte di Oettingen-Oettingen |  |  |                                                                   |  |
| Gioacchino Ernesto, IX conte di Oettingen-Oettingen                           |                                  |                                                        |                                                              |  |  |       |  |  | Luigi Eberardo di Oettingen-Oettingen, VIII conte di Oettingen-Oettingen |  |  |                                                                   |  |
|                                                                               |                                  | Margherita di Erbach-Breuberg                          | Giorgio III di Erbach-Breuberg                               |  |  |       |  |  |                                                                          |  |  |                                                                   |  |
|                                                                               |                                  | Margherita di Erbach-Breuberg                          | Giorgio III di Erbach-Breuberg                               |  |  |       |  |  |                                                                          |  |  |                                                                   |  |
|                                                                               |                                  | Margherita di Erbach-Breuberg                          | Anna di Solms-Laubach                                        |  |  |       |  |  |                                                                          |  |  |                                                                   |  |
| Alberto Ernesto I di Oettingen-Oettingen, I principe di Oettingen-Oettingen   |                                  | Margherita di Erbach-Breuberg                          |                                                              |  |  |       |  |  |                                                                          |  |  |                                                                   |  |
|                                                                               |                                  | Kraft VII di Hohenlohe-Neuenstein-Weikersheim-Gleichen | Wolfgang di Hohenlohe-Weikersheim                            |  |  |       |  |  |                                                                          |  |  |                                                                   |  |
|                                                                               |                                  | Kraft VII di Hohenlohe-Neuenstein-Weikersheim-Gleichen | Wolfgang di Hohenlohe-Weikersheim                            |  |  |       |  |  |                                                                          |  |  |                                                                   |  |
|                                                                               |                                  | Kraft VII di Hohenlohe-Neuenstein-Weikersheim-Gleichen | Maddalena di Nassau-Dillenburg                               |  |  |       |  |  |                                                                          |  |  |                                                                   |  |
| Anna Dorotea di Hohenlohe-Neuenstein-Gleichen                                 |                                  | Kraft VII di Hohenlohe-Neuenstein-Weikersheim-Gleichen |                                                              |  |  |       |  |  |                                                                          |  |  |                                                                   |  |
|                                                                               |                                  | Sofia del Palatinato-Zweibrücken-Birkenfeld            | Carlo I del Palatinato-Zweibrücken-Birkenfeld                |  |  |       |  |  |                                                                          |  |  |                                                                   |  |
|                                                                               |                                  | Sofia del Palatinato-Zweibrücken-Birkenfeld            | Carlo I del Palatinato-Zweibrücken-Birkenfeld                |  |  |       |  |  |                                                                          |  |  |                                                                   |  |
|                                                                               |                                  | Sofia del Palatinato-Zweibrücken-Birkenfeld            | Dorotea di Brunswick-Lüneburg                                |  |  |       |  |  |                                                                          |  |  |                                                                   |  |
| Alberto Ernesto II di Oettingen-Oettingen, II principe di Oettingen-Oettingen |                                  | Sofia del Palatinato-Zweibrücken-Birkenfeld            |                                                              |  |  |       |  |  |                                                                          |  |  |                                                                   |  |
|                                                                               | Giovanni Federico di Württemberg | Federico I di Württemberg                              |                                                              |  |  |       |  |  |                                                                          |  |  |                                                                   |  |
|                                                                               | Giovanni Federico di Württemberg | Federico I di Württemberg                              |                                                              |  |  |       |  |  |                                                                          |  |  |                                                                   |  |
|                                                                               | Giovanni Federico di Württemberg | Sibilla di Anhalt                                      |                                                              |  |  |       |  |  |                                                                          |  |  |                                                                   |  |
| Eberardo III di Württemberg                                                   | Giovanni Federico di Württemberg |                                                        |                                                              |  |  |       |  |  |                                                                          |  |  |                                                                   |  |
|                                                                               |                                  | Barbara Sofia di Brandeburgo                           | Gioacchino Federico di Brandeburgo                           |  |  |       |  |  |                                                                          |  |  |                                                                   |  |
|                                                                               |                                  | Barbara Sofia di Brandeburgo                           | Gioacchino Federico di Brandeburgo                           |  |  |       |  |  |                                                                          |  |  |                                                                   |  |
|                                                                               |                                  | Barbara Sofia di Brandeburgo                           | Caterina di Brandeburgo-Küstrin                              |  |  |       |  |  |                                                                          |  |  |                                                                   |  |
| Cristina Federica di Württemberg                                              |                                  | Barbara Sofia di Brandeburgo                           |                                                              |  |  |       |  |  |                                                                          |  |  |                                                                   |  |
|                                                                               |                                  | Giovanni Casimiro di Salm-Kyrburg                      | Ottone I di Salm-Kyrburg                                     |  |  |       |  |  |                                                                          |  |  |                                                                   |  |
|                                                                               |                                  | Giovanni Casimiro di Salm-Kyrburg                      | Ottone I di Salm-Kyrburg                                     |  |  |       |  |  |                                                                          |  |  |                                                                   |  |
|                                                                               |                                  | Giovanni Casimiro di Salm-Kyrburg                      | Ottilia di Nassau-Weilburg                                   |  |  |       |  |  |                                                                          |  |  |                                                                   |  |
| Anna Caterina Dorotea di Salm-Kyrburg                                         |                                  | Giovanni Casimiro di Salm-Kyrburg                      |                                                              |  |  |       |  |  |                                                                          |  |  |                                                                   |  |
|                                                                               |                                  | Dorotea di Solms-Laubach                               | Giovanni Giorgio di Solms-Laubach, II conte di Solms-Laubach |  |  |       |  |  |                                                                          |  |  |                                                                   |  |
|                                                                               |                                  | Dorotea di Solms-Laubach                               | Giovanni Giorgio di Solms-Laubach, II conte di Solms-Laubach |  |  |       |  |  |                                                                          |  |  |                                                                   |  |
|                                                                               |                                  | Dorotea di Solms-Laubach                               | Margherita di Schönburg-Glauchau                             |  |  |       |  |  |                                                                          |  |  |                                                                   |  |
|                                                                               |                                  | Dorotea di Solms-Laubach                               |                                                              |  |  |       |  |  |                                                                          |  |  |                                                                   |  |